# الکساندر همیلتون
الکساندر همیلتون (به انگلیسی: Alexander Hamilton) (زاده ۱۱ ژانویه ۱۷۵۵ یا ۱۷۵۷ در چارلستون، نویس (سنت کیتس و نویس کنونی) – درگذشته ۱۲ ژوئیه ۱۸۰۴ در نیویورک) دولتمرد آمریکایی و از پدران بنیان‌گذار ایالات متحده آمریکا بود. او از مفسران و مروجان اثرگذار قانون اساسی ایالات متحده آمریکا، و نیز مؤسس نظام مالی این کشور، حزب فدرالیست، گارد ساحلی ایالات متحده آمریکا، و روزنامهٔ نیویورک پست بود. همیلتون به عنوان نخستین وزیر خزانه‌داری، مؤلف سیاست‌های اقتصادی دولت جرج واشینگتن بود. او پیشگام تأمین بودجهٔ ایالات به وسیلهٔ دولت فدرال، و نیز تأسیس یک بانک ملی، نظام تعرفه‌ها، و روابط تجاری دوستانه با بریتانیا بود. بینش او شامل یک دولت مرکزی قدرتمند و یک قوه مجریه پرتوان، یک اقتصاد تجاری قوی، به همراه یک بانک ملی و حمایت از تولید، و نیز ارتش قدرتمند بود.
این دیدگاه از سوی توماس جفرسون و جیمز مدیسون که یک حزب رقیب را ایجاد کردند به چالش کشیده شد. آنان حامی ایالت‌های قدرتمند مستقر در آمریکای روستایی و حفاظت شده به وسیلهٔ میلیشیاهای ایالتی به جای ارتش و نیروی دریایی قدرتمند ملی بودند. آنان همیلتون را به خاطر دوستی بیش از حد با بریتانیا و به‌طور کلی سلطنت و این که بیش از حد جهت‌گیری وی به سوی شهرها، کسب و کارها و بانک‌ها بود، محکوم می‌کردند.

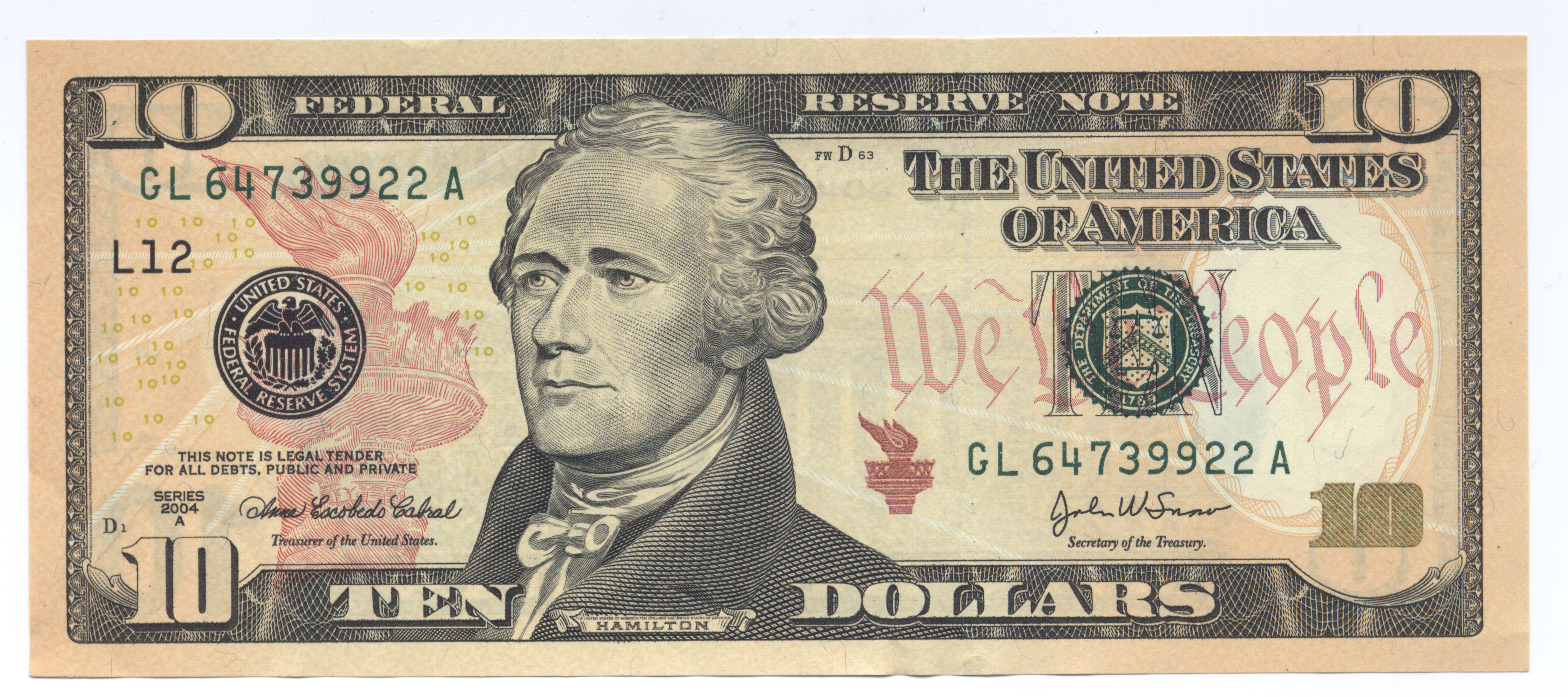
تصویر همیلتون بر اسکناس ده دلاری

همیلتون در نگارش مجموعه مقالات فدرالیست که بر تدوین قانون اساسی و نظام حکومتی ایالات متحده بسیار تأثیر گذاشت، نقشی اساسی داشت. او نمایندهٔ ایالت نیویورک در مجلس قانون‌گذاری و کنگره قانون اساسی و از مدافعان قانون اساسی ایالات متحده و جایگزینی فدراسیون آمریکا به جای کنفدراسیون آن هنگام بود. او در جنگ‌های استقلال ایالات متحدهٔ آمریکا هم شرکت داشت و در سال‌های ۱۷۹۹ و ۱۸۰۰ میلادی فرمانده ارتش این کشور بود.
همیلتون حاصل روابط خارج از زناشویی در چارلستون، نویس می‌باشد. او در کودکی یتیم شد و سرپرستی او را تاجری موفق بر عهده گرفت. وقتی به نوجوانی رسید او به نیویورک فرستاده شد تا تحصیلات خود را ادامه دهد. نقش در جنگ انقلاب آمریکا در همان ابتدا آغاز شد. در ۱۷۷۷، او کمک بزرگی در کنار ژنرال جرج واشینگتن در اداره ارتش قاره‌ای بود. بعد از جنگ، او به عنوان نماینده نیویورک به کنگره کنفدراسیون انتخاب شد. او بعدها از این کار استعفا داد تا به کار حقوقی بپردازد و بانک نیویورک را قبل از ورود به سیاست تاسیس نمود. همیلتون رهبری بود که به دنبال جایگزینی دولت ضعیف کنفدرال تحت اصول کنفدراسیون بود. او گردهمایی آناپولیس (۱۷۸۶) را رهبری کرد. که کنگره را به دعوت برای همایش قانون اساسی (ایالات متحده) تحریک نمود. او با نگارش ۵۱ مقاله از ۸۵ مقاله سلسله مقالات فدرالیست به تصویب قانون اساسی ایالات متحده کمک نمود. مقالاتی که هنوز یکی از مراجع اصلی در باره قانون اساسی ایالات متحده می‌باشند.
الکساندر همیلتون وزارت خزانه‌داری ایالات متحده آمریکا را به عنوان عضو معتمد کابینه اول واشینگتن بر عهده گرفت. همیلتون توانست با موفقیت قدرتی که قانون اساسی مقرر کرده بود برای تشکیل بدهی ملی، برای بدهی دولت، و برای ایجاد بانک ایالات متحده که توسط دولت پشتیبانی می‌شد (نخستین بانک ایالات متحده) را راه‌اندازی کند. این برنامه‌ها به طور عمومی با مالیات بر واردات و بعدتر با قانون مناقشه برانگیز مالیات ویسکی انجام شدند. او با روابط دوستانه با انقلابیون فرانسه مخالفت کرد. دیدگاه‌های همیلتون مبنای حزب فدرالیست شد که مخالف دیدگاه های حزب جمهوری‌خواه دموکرات به رهبری توماس جفرسون و جیمز مدیسون بود. در ۱۷۹۵، او به کار حقوقی خود در نیویورک بازگشت. او جنبشی را علیه جمهوری اول فرانسه بین ۱۷۹۸ تا ۹۹ تحت ریاست جمهوری جان آدامز به راه انداخت و فرمانده ژنرال ایالات متحده شد که دوباره متولد شده و مدرن شده و آماده نبرد شده‌بود. ارتش درگیر نبرد نشد غیر از یک شبهه جنگ و همیلتون از دیدگاه دیپلماتیک آدمز به شدت عصبانی شد. مخالفت او با انتخاب مجدد آدمز به شکست حزب فدرالیست در ۱۸۰۰ انجامید. جفرسون و آرون بِر در انتخاب ریاست جمهوری از طریق  الکترال کالج مساوی شدند که در آن همیلتون به شکست آرون بِر، که او را غیر بنیادی می‌دانست، و کمک به انتخاب جفرسون برخلاف اختلاف فلسفی کمک نمود.
همیلتون به کارهای حقوقی و تجاری خود در نیویورک ادامه داد و همزمان در پایان دادن به تجارت قانونی برده فعالیت می‌کرد. معاون رییس جمهوری آرون بِر برای گاورنر ایالت نیویورک در سال ۱۸۰۴ به رقابت پرداخت و همیلتون نیز علیه وی در انتخابات شرکت جست. اینکار همیلتون برای آرون بِر خوش نیامد و همیلتون را به دوئلی در یازدهم ژوئیه ۱۸۰۴ دعوت کرد. در جریان دوئل همیلتون عمداً به آسمان شلیک نمود با این حال آرون بِر به سمت همیلتون شلیک کرد که در اثر اصابت گلوله همیلتون جان خود را یک روز بعد از دست داد. در فرهنگ عامه همیلتون به سیاست مداری اندیشمند و اقتصاددانی که غالباً بی‌تاب است شهره دارد. ایده‌های همیلتون شالوده دولت و اقتصاد آمریکا را بنیان نهاده‌است.

## وزارت خزانه‌داری
همیلتون اولین وزیر خزانه‌داری آمریکا بود و با استفاده از قدرت‌های نهفته در قانون اساسی به شکل موفقی توانست بدهی ملی را به شکلی تامین مالی کند که به تامین بدهی دولتی هم برسد و از این طرق یک بانک با پشتیبانی دولت برای کل ایالات متحده ساخت. اولین برنامه اجرایی او قرار دادن مالیات بر واردات ویسکی بود. او شبکه‌ای گسترده متشکل از بانک‌داران و فعالان اقتصادی نزدیک به دولت در سراسر کشور راه‌اندازی کرد و با آن‌ها حزب فدرالیست را راه‌انداخت.  اولین لایحه‌ای که وی برای تعرفه‌ها ارائه داده بود، پیشنهاد تامین سه میلیون دلار مورد نیاز دولت برای هزینه‌های عملیاتی و بهره دیون داخلی و خارجی از طریق افزایش عوارض بر شراب‌ها، نوشیدنی‌های تقطیر شده، چای، قهوه وارداتی و نوشیدنی‌های داخلی بود. این لایحه شکست خورد. در پاسخ به متنوع کردن منابع درآمدی، از آن‌جایی که سه‌چهارم درآمد ناشی از بازرگانی با بریتانیای کبیر بود، همیلتون بار دیگر تلاش کرد که هم مالیات تولیدی بر نوشیدنی‌های داخلی ببندد و هم نوشیدنی‌های خارجی. نرخ مالیات‌بندی تناسبی با درصد الکل داشت و همیلتون قصد داشت که بار مالیاتی وارده بر نوشیدنی‌های وارداتی را با مشروبات داخلی برابر کند. همان زمان همیلتون متوجه شد که روستایی‌ها چقدر از این مالیات ناراحتند، امّا حدس زد که این ناراحتی قطعاً کمتر از ناراحتی ناشی از مالیات بر زمین باشد، که البته حدس قابل قبولی بود. صنایع روستایی مستقر سال ۱۷۹۴ به شورش ویسکی ختم شد. در پنسیلوانیا و ویرجینیای غربی، ویسکی محصول اصلی صادراتی به حساب می‌آمد و نقشی حیاتی و اساسی در اقتصاد محلی بازی می‌کرد.

## در فرهنگ عامه

### تئاتر و تلویزیون
در سال۲۰۱۵ نمایشی موزیکال با نام همیلتون به نمایش درآمد که به خوبی هر چه تمام تر به توصیف این شخصیت و اطرافیانش پرداخت برای شناخت بیشتر و بهتر این شخصیت این نمایشنامه پیشنهاد می شود.در سال ۲۰۱۶ در پی موفقیت های پی در پی این تئاتر لین-منوئل میرندا نویسنده و بازیگر همیلتون ،این نمایش نامه را به فیلم تبدیل کرد و در سال ۲۰۲۰ دیزنی این فیلم-تئاتر را به قیمت ۷۵ میلیون دلار خریداری و در چهارم ژوئیه ۲۰۲۰ در سرویس دیزنی پلاس پخش کرد